# 希拉·舍菲勒斯-麦考密克
希拉·舍菲勒斯-麦考密克（英語：Sheila Cherfilus-McCormick，1979年1月25日—），为美国商人及政治人物，隶属于民主党，现担任佛罗里达州第二十国会选区联邦众议员。在阿尔西·黑斯廷斯逝世后，舍菲勒斯-麦考密克于2022年的特别选举中成功当选填补其空出的联邦众议员席位。

## 早年生涯
希拉·舍菲勒斯-麦考密克生于纽约市布鲁克林区并于皇后区长大，其父母皆为海地移民。她在十三岁时搬往佛罗里达州以接受高中教育。随后她先是于霍华德大学获得了政治学文学士学位，后于圣托马斯大学法学院获得了法律博士学位。
大学毕业后，舍菲勒斯-麦考密克于纽约市公共运输局担任项目经理。而在1999年至2007年间，她于三一保健服务公司担任运营副总裁。其中三一保健是一家总部位于佛罗里达州的家庭医疗保健公司，她的继父加布里埃尔·史密斯为共同创立人之一。随后她出任公司首席执行官一职。

## 联邦众议员

### 选举

#### 2018年选举
早在2018年，舍菲勒斯-麦考密克就开始挑战佛罗里达州第二十选区的联邦众议员一职。但在8月28日民主党初选中，她以得票率26.4%对73.6%的劣势败给了时任众议员阿尔西·黑斯廷斯。

#### 2020年选举
2020年，舍菲勒斯-麦考密克再度挑战黑斯廷斯，这次她指出黑斯廷斯的道德问题和健康问题是她参选的原因。不过在8月18日举办的民主党初选中她以得票率30.7%对69.3%的劣势再度落败。

#### 2022年选举
在黑斯廷斯于2021年4月6日逝世后，舍菲勒斯-麦考密克决定参与2022年佛罗里达州第二十选区的特别选举。在竞选期间，她向她的竞选组织借了370万美元。同时她宣传进步主义政策，其中包括绿色新政、全民医保以及每月1000美元的无条件基本收入。他的竞选活动受到了进步主义组织全新国会的支持，该组织还曾支持AOC以及拉希达·特莱布等候选人。
经过重新计票后，舍菲勒斯-麦考密克在民主党初选中以5票的微弱优势超过了布劳沃德县专员戴尔·霍尼斯获得了民主党提名。随后她在2022年1月11日的决选中轻松击败了共和党候选人贾森·马里纳成功当选。她是继犹他州联邦众议员米娅·洛夫之后的第二位海地裔国会议员，也是目前唯一在任的海地裔国会议员。

### 所属委员会
- 美国众议院教育和劳工委员会（英语：United States House Committee on Education and Labor）[18]
- 美国众议院退伍军人事务委员会[18]
- 美国众议院运输和基础设施委员会（英语：United States House Committee on Transportation and Infrastructure）
- 美国众议院外交委员会

### 所属核心小组
- 国会黑人核心小组（英语：Congressional Black Caucus）[19]
- 国会进步党团（英语：Congressional Progressive Caucus）[20]
- 国会LGBT平权核心小组（英语：Congressional LGBTQ+ Equality Caucus）[21][22]

## 个人生活
希拉·舍菲勒斯-麦考密克和律师柯利·麦考密克于2017年结婚，目前居住在佛罗里达州米拉马。

## 选举历史
2018年
| 党派 | 党派   | 候选人                  | 得票数 | 百分比 |
| ---- | ------ | ----------------------- | ------ | ------ |
|      | 民主党 | 阿尔西·黑斯廷斯（时任） | 52,628 | 73.8   |
|      | 民主党 | 希拉·舍菲勒斯-麦考密克  | 18,697 | 26.2   |
| 合计 | 合计   | 合计                    | 71,325 | 100    |

2020年
| 党派 | 党派   | 候选人                  | 得票数 | 百分比 |
| ---- | ------ | ----------------------- | ------ | ------ |
|      | 民主党 | 阿尔西·黑斯廷斯（时任） | 62,759 | 69.3   |
|      | 民主党 | 希拉·舍菲勒斯-麦考密克  | 27,831 | 30.7   |
| 合计 | 合计   | 合计                    | 90,590 | 100    |

2022年（特别选举）
| 党派 | 党派   | 候选人                 | 得票数 | 百分比 |
| ---- | ------ | ---------------------- | ------ | ------ |
|      | 民主党 | 希拉·舍菲勒斯-麦考密克 | 11,662 | 23.8   |
|      | 民主党 | 戴尔·霍尼斯            | 11,657 | 23.8   |
|      | 民主党 | 芭芭拉·谢里夫          | 8,680  | 17.7   |
|      | 民主党 | 小佩里·E·瑟斯顿        | 7,282  | 14.8   |
|      | 民主党 | 鲍比·杜博斯            | 3,458  | 7.1    |
|      | 民主党 | 奥马里·哈代            | 2,902  | 5.9    |
|      | 民主党 | 普里西拉·泰勒          | 1,677  | 3.4    |
|      | 民主党 | 埃尔文·道林            | 646    | 1.3    |
|      | 民主党 | 伊曼纽尔·莫雷尔        | 454    | 0.9    |
|      | 民主党 | 菲尔·杰克逊            | 342    | 0.7    |
|      | 民主党 | 伊姆兰·西迪基          | 316    | 0.6    |
| 合计 | 合计   | 合计                   | 49,074 | 100    |

| 党派 | 党派         | 候选人                 | 得票数 | 百分比 |
| ---- | ------------ | ---------------------- | ------ | ------ |
|      | 民主党       | 希拉·舍菲勒斯-麦考密克 | 44,707 | 79.0   |
|      | 共和党       | 贾森·马里纳            | 10,966 | 19.4   |
|      | 自由党       | 迈克·特马特            | 395    | 0.7    |
|      | 独立政治人物 | 吉姆·弗林              | 265    | 0.5    |
|      | 独立政治人物 | 莱尼·塞拉托雷          | 262    | 0.5    |
| 合计 | 合计         | 合计                   | 56,595 | 100    |